# Coliumo (álbum)
Coliumo es el séptimo y último álbum de estudio de la banda chilena Los Tres, lanzado al mercado el 22 de octubre de 2010. El nombre del disco hace referencia y homenaje a una de las localidades más afectadas por el Terremoto de Chile de 2010, ubicada en la Región del Biobío.
Fue grabado en 10 días en el estudio Dreamland Recording de Nueva York, mezclado en los Estudios Fluxivity de Williamsburg, y masterizado en Sterling Sound. Todo el trabajo contó con la producción del ingeniero de sonido Joe Blaney. La carátula del disco contiene el dibujo de un barco navegando sobre fuego.
La banda dedicó el álbum a Marta Orrego (madre de Ángel Parra), a la Región del Biobío, y a todas las víctimas del terremoto del 27 de febrero de 2010.
El primer sencillo del disco, "Shusha", fue estrenado el 8 de septiembre de 2010, mediante descarga gratuita en el sitio oficial de la banda. La canción superó las treinta mil descargas durante los dos días en que estuvo disponible para su descarga gratuita. Además, el tema consiguió un récord de difusión radial, de acuerdo a lo reportado por el sello de la banda.
El 2 de febrero de 2011, la banda da a conocer el primer video del disco, correspondiente al segundo sencillo "Hoy me hice la mañana". Dirigido por Eduardo Bertrán, los integrantes hacen un homenaje a las víctimas del terremoto en Chile.
Meses más tarde, en mayo de 2011, la banda recibe el Premio Altazor, en la categoría "Mejor Álbum Rock" por el disco Coliumo.

## Lista de canciones
| N.º | Título                                                      | Escritor(es)     | Duración |  |
| 1.  | «El hocicón»                                                | Henriquez, Lindl | 3:38     |  |
| 2.  | «Rosas al altar»                                            | Henriquez        | 2:34     |  |
| 3.  | «Odio amarte así»                                           | Henriquez, Lindl | 3:43     |  |
| 4.  | «Shusha» (Primer sencillo del álbum)                        | Henriquez        | 3:28     |  |
| 5.  | «Hoy me hice la mañana» (Segundo sencillo del álbum)        | Henriquez        | 3:34     |  |
| 6.  | «Diabla» (Cuarto sencillo del álbum)                        | Henriquez        | 3:04     |  |
| 7.  | «Cárcel, hospital y cementerio» (Tercer sencillo del álbum) | Henriquez, Lindl | 3:19     |  |
| 8.  | «Coliumo» (Instrumental)                                    | Henriquez        | 2:25     |  |
| 9.  | «Cielo oscuro»                                              | Henriquez, Lindl | 3:35     |  |
| 10. | «Terrible»                                                  | Henriquez        | 4:29     |  |
| 11. | «En el banquillo»                                           | Roberto Parra    | 1:54     |  |
| 12. | «En capilla»                                                | Roberto Parra    | 2:02     |  |
| 13. | «Don José»                                                  | Roberto Parra    | 2:54     |  |
| 14. | «Marta» (Instrumental)                                      | Ángel Parra      | 3:04     |  |
| 15. | «Desperté y soñé»                                           | Henríquez, Lindl | 3:28     |  |
| 16. | «Y para qué»                                                | Henríquez        | 3:42     |  |

## Músicos

### Los Tres
- Álvaro Henríquez – Voz, Guitarras
- Roberto Lindl – Bajo, Acordeón, coros
- Ángel Parra – Guitarras, coros
- Manuel Basualto – Batería

### Invitados
- Jerry  Marotta –  Batería en "Shusha" y "Rosas al altar"; y Percusión en "Terrible" y "Rosas al altar"
- Tommy Mandel – Teclado en "Shusha"